# Vĩnh Đăng
Vĩnh Đăng (chữ Hán phồn thể: 永登縣, chữ Hán giản thể: 永登县, âm Hán Việt: Vĩnh Đăng huyện) là một huyện thuộc địa cấp thị Lan Châu, tỉnh Cam Túc, Cộng hòa Nhân dân Trung Hoa. Vĩnh Đăng giáp các huyện: Cao Lan, Cảnh Thái, Thanh Hải, Dân Hòa và Thiên Chúc. Huyện này có diện tích 6090 km², dân số năm 2003 là 500.000 người. Huyện lỵ đóng ở trấn Thành Quan. Mã số bưu chính là 730300. Về mặt hành chính, huyện này được chia thành 12 trấn, 5 hương.
- Trấn: Thành Quan, Vũ Thắng Dịch, Trung Bảo, Trung Xuyên, Liên Thành, Hà Kiều, Hồng Thành, Thượng Xuyên, Thụ Bình, Đại Đồng, Cổ Thủy, Tần Xuyên và Long Tuyền Tự.
- Hương: Bình Thành, Dân Lạc, Thông Viễn, Thất Sơn, Liễu Thụ.